# Etienne Kallos
Etienne Kallos est un réalisateur gréco-sud africain né en 1972.

## Biographie
Etienne Kallos a étudié le théâtre, puis le cinéma à l'université de New York. Son film de fin d'études, Firstborn, a obtenu le Lion d'or à la Mostra de Venise en 2009.
Son premier long métrage, Les Moissonneurs, a été présenté au festival de Cannes (sélection Un certain regard) en 2018.

## Filmographie

### Courts métrages
- 2006 : No Exit
- 2006 : Doorman
- 2009 : Firstborn (Eersgeborene)

### Long métrage
- 2018 : Les Moissonneurs